# Strathpeffer
Strathpeffer (Schots-Gaelisch: Srath Pheofhair) is een dorp in de Schotse lieutenancy Ross and Cromarty in het raadsgebied Highland met ongeveer 1500 inwoners, ongeveer 8 kilometer ten westen van Dingwall.